# Kaili-Formation
Die Kaili-Formation (chinesisch 凯里组, Pinyin Kǎilǐ zǔ) ist eine lithostratigraphische Einheit im Rang einer Formation im Südwesten der Volksrepublik China. Die Kaili-Formation reicht zeitlich vom Oberen Unterkambrium bis ins Untere Mittelkambrium und gehört zur regionalen Taijiang-Stufe Chinas. In die Kaili-Formation eingebettet ist eine Konservatlagerstätte aus dem Unteren Mittelkambrium mit vielen gut erhaltenen Fossilien – gewöhnlich bekannt als Kaili-Fauna (凯里生物群,  Kǎilǐ shēngwù qún). Die bis zu 222 Meter mächtige Schichtenfolge besteht hauptsächlich aus Sedimenten des inneren und äußeren Schelfbereichs (kalkhaltige Tonsteine und Schiefertone) und wurde vor 513 bis 501 Millionen Jahren abgelagert. Altersmäßig liegt die Kaili-Formation folglich zwischen zwei der bedeutendsten und bekanntesten kambrischen Konservatlagerstätten: dem ca. 505 Millionen Jahre alten Burgess Shale und dem 525–520 Millionen Jahre alten Maotianshan-Schiefer (mit der dazugehörigen Chengjiang-Faunengemeinschaft).

## Etymologie und Typlokalität
Die Formation wurde nach der nahegelegenen Stadt Kaili in der Provinz Guizhou benannt. Typlokalität ist das auf einem Bergrücken nördlich des Dorfes Balang im Kreis Jianhe gelegene Wuliu-Zengjiayan-Profil.

## Stratigraphie

### Lithostratigraphie
Die Kaili-Formation, deren Sedimente auf der Schildtafel des Jangtse-Kratons abgelagert wurden, folgt unmittelbar auf die Qingxudong-Formation, gelegentlich mit anormalem Kontakt.
Die Formation kann in drei Teile untergliedert werden, deren Sedimente einen nahezu vollständigen Zyklus in den Ablagerungsbedingungen von küstennahem Flachwasser über Tiefwasser (150 bis 200 Meter Wassertiefe) und wieder zurück zum Flachwasser reflektieren. Ihr unterer Abschnitt besteht lithologisch aus einer 55 Meter mächtigen Wechselfolge von grauen bis dunkelgrauen, dünn- bis mittelbankigen Kalken und kalkhaltigen Siltsteinen. Der 123 Meter mächtige Mittelteil führt graue bis grüne kalkhaltige, siltige Tonsteine, in die feinschichtige Siltsteine dazwischengeschaltet sind. Der obere, 44 Meter mächtige Abschnitt besteht aus mittel- bis dickbankigen Kalken mit vereinzelten Riffstotzen und führt eine reichhaltige Fauna an Trilobiten und guterhaltenen Medusenähnlichen.
Die Kaili-Formation wird von der Jialao-Formation überlagert.
Die eigentliche Kaili-Fauna gehört zum mittleren Abschnitt der Formation und befindet sich in feinschichtigen Wechsellagen von niedrigenergetischen Turbiditsedimenten (Suspensionsströme) des äußeren Schelfbereichs.

### Biostratigraphie
Die Kaili-Formation lässt sich biostratigraphisch in drei Trilobitenzonen untergliedern:
- die unterkambrische Ovatoryctocara granulata-Bathynotus holopygus-Zone. Entspricht der unteren Flachwasserfazies. Enthält die Taijiang-Fauna.
- die mittelkambrische Oryctocephalus indicus-Zone. Enthält die Kaili-Fauna.
- die mittelkambrische Oryctocephalus jialaensis-Zone. Entspricht der oberen Flachwasserfazies.

### GSSP des Miaolingiums und Wuliuums
Die Typlokalität der Kaili-Formation dient zugleich als GSSP für die Untergrenze des Miaolingiums, der dritten Serie/Epoche des Kambriums sowie für deren unterste Stufe/Alter, das Wuliuum (ehemalige Grenze Unterkambrium-Mittelkambrium, ca. 510 Millionen Jahre vor heute), markiert durch das erste Auftreten des Trilobiten Oryctocephalus indicus und zahlreicher Acritarchen. Dem unmittelbar voraus geht ein jäher Meeresspiegelanstieg, der zum Aussterben zahlreicher benthischer Trilobitenarten führte und sich geochemisch durch eine deutliche negative Kohlenstoffisotopen-Anomalie mit gleichzeitigem Anstieg des Strontium-Isotopenverhältnisses äußert. Hierbei handelt es sich um eine der bedeutendsten Zäsuren des Phanerozoikums.

## Fossilinhalt
Der Fossilinhalt in der Kaili-Formation ist hochgradig diversifiziert und umfasst 110 Gattungen in 11 Stämmen. Davon überschneiden sich 40 Gattungen mit dem Burgess Shale und 30 Gattungen mit dem Maotianshan-Schiefer. Am häufigsten erhalten sind Hartschaler wie Trilobiten und Eocrinoideen, aber es sind durchaus auch viele Tierarten mit Weichkörpererhaltung gegenwärtig. Als Beispiel hierfür sei Parvancorina aus dem Neoproterozoikum angeführt – ein Arthropode mit Ähnlichkeiten zur Ediacara-Fauna Südaustraliens. Bemerkenswert sind Funde in Kaili, die als Eier und Embryos von Invertebraten interpretiert werden, ferner Naraoiidae, Chancelloridae und Marrella splendens.